# Andrea Haugen
Andrea Haugen, z domu Meyer, pseud. Nebel, Nebelhexë (ur. 1969, zm. 13 października 2021 w Kongsbergu) – niemiecka muzyk i pisarka. W swojej twórczości poruszała często tematy dekadencji i ezoteryki.

## Życiorys
Pochodziła z północnych Niemiec. Poprzez miłość do brytyjskiej muzyki pop, rocka gotyckiego i New Wave znalazła się w 1990 roku w Londynie. Tam studiowała tematy ezoteryczne i tajemnice życia oraz należała do kilku grup okultystycznych, takich jak Illuminati of Thanateros, OTO i Church of Satan. Pracowała w tym czasie jako modelka sceny fetysz i wspomagała na scenie dark-metalową grupę Cradle of Filth.
W 1994 powołała projekt dark ambient pod nazwą Aghast. W roku 1996 powstał projekt Hagalaz 'Runedance. Jego teksty ukierunkowane były na zagadnienia pogańskiej duchowości. Zespół zyskał popularność na świecie i w rankingach muzycznych.
Od 2002 roku tworzyła muzykę pod nazwą Nebelhexë. Pracowała również nad scenariuszami video i filmów. Ma w dorobku scenariusze filmów grozy „The Grandmother” i „Behind The Mirrors” dla brytyjskiego reżysera Phila Burthama oraz filmu krótkometrażowego „Torture is no Culture”.
Andrea Haugen pisała od 1995 roku opowiadania surrealistyczne, wiersze i zaangażowane społecznie artykuły. Jej książka Pradawny Płomień Midgardu (Tytuł oryginalny: Ancient Fires of Midgard, wyd. 2000 r.) miała za przedmiot germańskie mity i tradycję magiczną. Pisuje również artykuły humorystyczne na tematy z życia wzięte, ma też stałą kolumnę w norweskim magazynie Rimfrost. Jej następna książka, „Walking With The Night” porusza tematy takie jak ciemna strona życia, mit wampirów, współczesna duchowość oraz anegdoty z niezwykłego życia autorki.
Wraz z amerykańską wokalistką Jarboe nagrała cover utworu Niny Hagen „Don't Kill The Animals”. Dochód ze sprzedaży utworu ma zostać przekazany na cel grupy obrońców praw zwierząt PETA.
W czasie wolnym Andrea Haugen trenowała kick-boxing.
Zginęła tragicznie w ataku terrorystycznym w Norwegii.

## Życie prywatne
Miała jedną córkę z byłym mężem Tomasem Haugen znanym z udziału w zespole Emperor. Mieszkała w Norwegii i Anglii.

## Dyskografia

### Aghast
- Hexerei Im Zwielicht Der Finsternis, CD/PD 1994

### Hagalaz Runedance
- When the Trees Were Silenced, 7“ 1996
- The Winds That Sang of Midgard’s Fate, CD 1998
- Urd – That Which Was, MCD/PD 1999
- On Wings of Rapture, CD singel 2000
- Volven, CD/LP/PD 2000
- Frigga’s Web, CD/LP 2002

### Nebelhexë
- Laguz, Within the Lake, CD 2004
- Essensual, CD 2006
- Dead Waters, CD, 2009

Nebelhexë & Jarboe – Don't Kill The Animals, EP 2009

### Gościnnie
- Cradle of Filth – The Principle of Evil Made Flesh 1993 (wpisana jako 'Andrea Meyer').
- Satyricon – Nemesis Divina 1996

## Książki
- Horde Of Hagalaz, część pierwsza 1994, część druga 1996
- Understanding The Northern Myths and Traditions. 2000
- Die Alten Feuer Von Midgard, Niemcy, 2001
- One Autumn Day – komiks, 2008
- The Dark Side of Dreaming-wiersze, 2009
- Filmscripts Granma, Behind the Mirror
- The Way To Hysteria, 2009

## Filmy
- Nebelhexë – Underworld '06
- Nebelhexë – Wake To Wither '03
- Nebelhexë – Dead Waters '08
- Nebelhexë – In My Dreams I'm Free '08
- Nebelhexë & Jarboe – Don't Kill The Animals '09
- Short Film – Torture is no culture '07